# Emmanuel Gustave Samnick
Emmanuel Gustave Samnick est un journaliste camerounais.

## Biographie
Il fait ses études de journalisme radio à l’École supérieure des sciences et techniques de l’information et de communication de Yaoundé de septembre 1990 à juillet 1993. À sa sortie, il est intégré au ministère de la communication, au sein de la direction des observatoires et de la réglementation. Ensuite, il co-anime avec Alain Blaise Batongue deux journaux du Groupe Fadil (Dikalo et Challenge Hebdo) sous la direction par Michel Tjade Eoné. De décembre 1995 à juillet 1996, il participe à la mise en place du quotidien Mutations, en compagnie de Haman Mana, Alain Blaise Batongue, Alphonse Soh, Félix Cyriaque Ebolé Bola, Mireille Bisseck, Emmanuel Mbede et Serge Alain Godong. Jusqu'en 2011, il y dirige les publications Les cahiers de Mutations, Situations et Ndamba. Il y est également rattaché à la rubrique «Sports» où il couvre à partir de 1998, toutes les éditions des Coupes d’Afrique des nations de football et des Coupes du monde de football. 
Le 16 avril 2013, Emmanuel-Gustave Samnick fonde, en partenariat avec Thierry Hot, le directeur de publication du quotidien Notre Afrik, le quotidien L'Actu dont il est le Directeur de publication.

## Engagement associatif
Président de l'Association des journalistes sportifs du Cameroun, il devient le 16 avril 2013 Secrétaire générale de l'Association des journalistes sportifs africains à l'occasion de son 76e congrès organisé à Sotchi en Russie.